# Mišima (Šizuoka)
Mišima (japonsky 三島市) je město v prefektuře Šizuoce v Japonsku. K roku 2019 v něm žilo přes 108 tisíc obyvatel.

## Poloha a doprava
Mišima leží ve vnitrozemí severního konce poloostrova Izu největšího japonského ostrova, Honšú.
Zdejší nádraží je obsluhována vlaky společnosti JR Central. Vedou přes něj železniční trať Tokio — Kóbe, vysokorychlostní trať Tokio – Kóbe a začíná zde železniční trať Mišima – Izu.

## Dějiny
V období Nara byla Mišima hlavním městem provincie Izu.
Moderní status města má Mišima od 29. dubna 1941.

### Rodáci
- Naohiro Takahara (*1979), fotbalista
- Hikari Takagiová (* 1993) – fotbalistka